# Sign of the Hammer
Sign of the Hammer (englisch für „Zeichen des Hammers“) ist das vierte Studioalbum der US-amerikanischen True-Metal-Band Manowar.

## Entstehung
Bereits ein halbes Jahr nach Veröffentlichung des Vorgängerwerkes Hail to England hatte Manowar ein neues Album aufgenommen. In der Zwischenzeit hatten sie jedoch ihren Plattenvertrag bei Music for Nations verloren und mussten den Nachfolger über 10 Records veröffentlichen. Virgin übernahm den Vertrieb. Eine Europatournee folgte der Veröffentlichung des Albums. Der Plattenvertrag hielt bis 1986.
Wie der Vorgänger wurde das Album von Jack Richardson produziert.

## Titelliste
1. All Men Play on Ten – 3:54
2. Animals – 3:35
3. Thor (The Powerhead) – 5:22
4. Mountains – 7:40
5. Sign of the Hammer – 4:16
6. The Oath – 4:50
7. Thunderpick – 3:33 [Instrumental]
8. Guyana (Cult of the Damned) – 7:06

Alle Titel wurden von Joey DeMaio geschrieben, außer The Oath von Joey DeMaio & Ross the Boss.

## Songinformationen
- Das Eröffnungslied All Men Play on Ten kann doppeldeutig gesehen werden: Zum einen erschien dieses Album auf „10 Records“ und zum anderen ist 10 die höchste Stufe des von Manowar benutzten Marshall-Verstärkers. Das Lied wurde auch als Single ausgekoppelt, konnte aber keinen nennenswerten Erfolg verbuchen. B-Seite war der Album-Track Mountains.
- Thor (The Powerhead) handelt vom nordischen Gott Thor. Nordische Mythologie ist ein Thema, das Manowar recht häufig aufgreifen und dem sie mit Gods of War ein Konzeptalbum gewidmet haben.
- Thunderpick ist ein Bass-Instrumental von DeMaio.
- Guyana (Cult of the Damned) ist ein Lied über die Massenselbsttötung von Jim Jones’ Sekte Peoples Temple im Jahre 1978 in Jonestown, Nordwest-Guyana.[1]

## Trivia
- Die Death-/Symphonic-Metal-Band Therion hat das Lied Thor (The Powerhead) 1999 auf ihrer EP Crowning of Atlantis gecovert.
- Auf der koreanischen LP-Version wurde der Song Animals zensiert.